# Anthony Sonigo
Pour les articles homonymes, voir Sonigo.
Anthony Sonigo est un acteur français né le 25 septembre 1992 à Paris.

## Biographie
Anthony poursuit ses études secondaires dans différentes écoles privées, dont l'École Yabné à Paris, de laquelle il se fait renvoyer après son premier film : Il débute au cinéma avec Vincent Lacoste dans Les Beaux Gosses, première réalisation de Riad Sattouf, et succès critique et commercial de l'année 2009.
Il enchaîne l'année suivante avec un gros projet, L'Immortel, film d'action porté par Jean Reno, et réalisé par Richard Berry.
Il revient en 2012 en participant à deux films de bandes : la satire à sketches Les Infidèles, puis la comédie Radiostars, de Romain Lévy.
La même année, il retrouve Noémie Lvovsky pour sa septième réalisation, Camille redouble, puis joue dans la comédie Sea, No Sex and Sun, écrite et réalisée par Christophe Turpin.
Il reste dans la comédie les années suivantes : il collabore une seconde fois avec Riad Sattouf et Vincent Lacoste en 2014, pour la satire Jacky au royaume des filles, puis joue dans la comédie fantastique Bis, de Dominique Farrugia, et sortie en 2015.

## Filmographie

### Cinéma

#### Longs métrages
- 2009 : Les Beaux Gosses de Riad Sattouf : Camel
- 2010 : L'Immortel de Richard Berry : Tony Zacchia à 15 ans
- 2012 : Les Infidèles d'Emmanuelle Bercot, Fred Cavayé, Alexandre Courtès, Jean Dujardin, Michel Hazanavicius, Éric Lartigau et Gilles Lellouche : Benji
- 2012 : Radiostars de Romain Lévy : Bastien
- 2012 : Camille redouble de Noémie Lvovsky : Nouredine
- 2012 : Sea, No Sex and Sun de Christophe Turpin : Nico
- 2014 : Jacky au royaume des filles de Riad Sattouf : Juto
- 2015 : Bis de Dominique Farrugia : Loïc
- 2016 : L'Idéal de Frédéric Beigbeder : Jérémie Billancourt
- 2017 : Rattrapage de Tristan Séguéla : Guillaume
- 2018 : Lola et ses frères de Jean-Paul Rouve : Le journaliste à la mairie
- 2021 : Des hommes de Lucas Belvaux : Lopez
- 2021 : Je te veux, moi non plus de Rodolphe Lauga, Inès Reg et Kévin Debonne : Jules
- 2022 : Fumer fait tousser de Quentin Dupieux : Michael
- 2022 : Fifi de Jeanne Aslan et Paul Saintillan : José

#### Courts métrages
- 2010 : On braque pas les banques avec des fourchettes en plastique de Julien Paolini : L'adolescent
- 2012 : Loki dort de Jean-Eudes Monachon : Le filmeur
- 2013 : Windows de Jules Sitruk : Léonard
- 2013 : Ta main de Thomas Bardinet : Matthieu
- 2014 : Zéro M2 de Matthieu Landour : Paul
- 2017 : Schwarzy de Pierre-Gilles Stehr : Arnaud Noirmon
- 2018 : Âmes sœurs de Pierre Deladonchamp : Antonin
- 2019 : Courir toute nue dans l'univers de Guillaume Levil : Clément

### Télévision

#### Séries télévisées
- 2012 : Famille d'accueil : Tristan
- 2012 : Scènes de ménages : Maxime
- 2015 : Peplum : Caïus
- 2015 : Dix pour cent : Augustin
- 2020 : Un entretien
- 2025 : Le Sens des choses de Keren Ben Rafael : Clément

#### Téléfilms
- 2007 : J'ai pensé à vous tous les jours de Jérôme Foulon : Camel
- 2010 : À 10 minutes de la plage de Stéphane Kappes : Hugo Ramirez
- 2012 : La Baie d'Alger de Merzak Allouache : Solal

## Distinctions
- 2010 : Lumière de la révélation masculine ex æquo avec Vincent Lacoste pour Les Beaux Gosses